# Walckenaeria nigeriensis
Walckenaeria nigeriensis este o specie de păianjeni din genul Walckenaeria, familia Linyphiidae, descrisă de George Hazelwood Locket și Russell-smith, 1980. Conform Catalogue of Life specia Walckenaeria nigeriensis nu are subspecii cunoscute.